# It’s Late
Az It’s Late a tizedik dal a brit Queen rockegyüttes 1977-es News of the World albumáról. A szerzője Brian May gitáros volt, aki részben a saját élettapasztalataiból egy háromfelvonásos szöveget írt a dalhoz, amelynek így magyarázta a cselekményét: „Azt hiszem, egyrészt az általam megélt tapasztalatokból áll össze, másrészt olyanokból, amelyeket – azt gondoltam – mások megélnek, de azt hiszem, ettől még nagyon személyes dal; három részből épül fel, az elsőben egy fickó és a barátnője mondjuk otthon vannak. A második részben a fickó egy másik nővel van egy szobában, szereti őt, nem tudja megállni, hogy ne szeresse, az utolsó részben pedig visszamegy a barátnőjéhez.”
A dal egyike az együttes nagy ívű, hosszú balladáinak. 4/4-es az üteme, A dúrban íródott, és viszonylag lassú, percenként 56-os a ritmusa. May tapping technikával játszott a dal bizonyos szakaszában, ő maga úgy írta le, hogy két kézzel játszott hammer on stílusban (ami a tapping definíciója). „Egy fickótól lestem el, akit azt mondta, hogy a ZZ Top Billy Gibbonsától nyúlta le. Texasi klubokban játszott, csinálta ezt a hammering dolgot. Annyira izgatott, hogy amikor hazamentem, rengeteget gyakoroltam, és végül használtam az »It’s Late«-ben. […] Lefogtam a húrokat a bal kezemmel, a bal kezem egy ujjával ráütöttem a húrra, majd ugyanúgy a jobb kezem egyik ujjával is.”
1978. április 25-én kislemezen is megjelent Amerikában, de nem aratott sikert, mindössze a hetvenkettedik helyet érte el a slágerlistán. A Record Mirror szerint „egy darabig romantikusnak hangzik, aztán a kemény riffek átveszik az irányítást, Mercury éneke pedig meglehetősen nyers”, a The Washington Post szerint „panaszos rockdal egy sikertelen kapcsolatról a Queen tipikus hangzásában, […] szerethető stílusban. […] Ami pedig a Queen egyik nagy problémájának tűnik: nem tudják mikor kéne véget érnie a dalnak, gyakran engednek a kísértésnek, és felesleges effektusokkal nehezítik meg, valamint hajlamosak instrumentális közjátékokkal teletűzdelni a dalokat.” Donald A. Guarisco az AllMusictól azt írta róla: „dübögő, gitárvezérelt támadás, amely ízlésesen közvetíti az extrém érzelmeket.”
Az eredeti kiadásakor nem forgattak hozzá videóklipet, csak sokkal később, az 1997-es Queen Rocks album megjelenése alkalmából szerkesztettek hozzá egy javarészt élő felvételekből álló videót. Alig pár alkalommal játszották a koncertjeiken 1977 és 1979 között.

## Közreműködők
- Ének: Freddie Mercury
- Háttérvokál: Roger Taylor

Hangszerek:
- Roger Taylor: dob
- John Deacon: basszusgitár
- Brian May: elektromos gitár

## Kiadás és helyezések
| Helyezések \| Év \| Ország \| Helyezés[7] \| \| ---- \| ----------------- \| ----------- \| \| 1978 \| Billboard Hot 100 \| 74 \| | 7" kislemez (Elektra E-45478, Amerika) 1. It's Late – 3:49 2. Sheer Heart Attack – 3:24 |          |
| Év | Ország                                                                                  | Helyezés |
| 1978 | Billboard Hot 100                                                                       | 74       |